# Хух удзуурийн дугуй
Хух удзуурийн дугуй — комплекс могильников эпохи хунну, расположенных в одноимённом урочище на северном берегу реки Булган-Гол в сомоне Булган аймака Ховд Монголии. Могильники в комплексе находятся на некотором удалении друг от друга. Открыты и исследовались в 2004—2010 годах А. А. Ковалёвым, Д. Эрдэнэбаатаром и Т.-О. Идэрхангаем. Комплекс является одним из самых западных найденных могильников хунну.

## Могильник
Памятник расположен в одноимённом урочище на северном берегу реки Булган-Гол сомона Булган аймака Ховд Монголии, к западу от центра сомона посёлка Бурэнхайрхан. Могильники в комплексе располагаются на некотором удалении друг от друга. Комплекс могильников является одним из самых западных найденных могильников хунну.
Комплекс Хух удзуурийн дугуй разделяется на несколько могильников — Хух удзуурийн дугуй I—III. Могильник Хух удзуурийн дугуй I открыт в 2004 году А. А. Ковалёвым и Д. Эрдэнэбаатаром. В 2008 году могильник описан экспедицией Института археологии АН Монголии. Могильники Хух удзуурийн дугуй II—III открыты в 2010 году Центральноазиатской археологической экспедицией, которую организовала Международная ассоциация монголоведения совместно с Санкт-Петербургским Музеем-институтом семьи Рерихов, Улан-Баторским университетом и Институтом истории АН Монголии. Могильник Хух удзуурийн дугуй II, состоящий из 20 рядовых погребений, открыл Т.-О. Идэрхангай. Могильник Хух удзуурийн дугуй III состоял из шести курганов, открыл их А. А. Ковалёв.
Пять курганов, под номера 2 — 5, из могильника Хух удзуурийн дугуй III, располагались в цепочку, вытянувшись с северо-запада на юго-восток вдоль реки. Один оставшийся курган, получивший номер 1, не входил в эту цепочку, а располагался в 70 м к юго-западу от кургана № 2. Курган № 3 имел квадратную форму с 12 м в поперечнике, с южной стороны кургана просматривался вход, вероятно дромос. При раскопках курганов № 2 и № 4 было зафиксировано, что они были разграблены. Это были рядовые погребения в каменных ящиках, либо с деревянным перекрытием, либо внутри них располагался деревянный гроб, который сгнил. Дно у могил было залито почвенными водами. По внешнему виду погребения № 1 исследователи предположили, что оно не разграблено, после раскопок это подтвердилось. Из-за почвенных вод, уровень которых на один метр выше дна погребения, многослойные каменные стены завалились внутрь.
Раскопанное погребение № 1 в могильнике Хух удзуурийн дугуй I разграблено ещё в древности. По найденным в грабительской яме древесным углям проведен радиоуглеродный анализ, который дал даты 430—560 года, таким образом ограбление могилы было в более раннем периоде, чем само захоронение. В ИИМК РАН по остаткам древесины, найденной в гробнице получены радиоуглеродные даты — около 2470—2190 лет до н. э.; радиоглеродный анализ проведенный по костям из гробницы дал гораздо более размытую дату — около 2000—800 лет до н. э. Погребение № 1 состояло из погребальной камеры, вокруг которой по периметру были четыре насыпи, каменного изваяния и ритуальной пристройки.